# Флегий
Фле́гий (др.-греч. Φλεγύας — пылающий; поджигатель) — персонаж древнегреческой мифологии, сын Ареса. Античные источники содержат противоречивые данные о Флегии. По наиболее распространённой версии, он был царём беотийского Орхомена и части Фессалии. С его именем связано возникновение мифического племени флегиев, которое занималось преимущественно разбоем. Флегиями называли либо жителей одноимённого города, который построил царь, либо всех подданных Флегия. По одной из версий мифа, это племя решило ограбить священный для всех греков город Дельфы, за что и было уничтожено богами. По другой версии Аполлон убил дочь Флегия Корониду, тот сжёг посвящённый богу храм и был застрелен Аполлоном из лука. В подземном царстве Флегий был обречён на вечные муки.
В «Божественной комедии» Данте Флегий изображён как злобный страж пятого круга Ада.

## Происхождение. Семья
Отцом Флегия античные авторы называют бога войны Ареса. Относительно матери существует две версии. По более распространённой это была дочь царя Орхомена Альма Хриса. Псевдо-Аполлодор называет матерью Флегия беотиянку Дотиду.
Информация о детях Флегия в источниках противоречива. Наиболее часто к ним относят Иксиона и Корониду. При этом отцом Иксиона разные античные авторы называют ещё четырёх смертных и двух богов (Ареса и Зевса). Страбон пишет, что Иксион был братом, а не сыном Флегия. Нонн Панополитанский называет сыном Флегия Иовакха, участника индийского похода Диониса. Ещё две версии мифа называют Флегия отцом Гиртоны или братом Гиртона; в обоих случаях речь идёт об эпониме фессалийского города Гиртона. Наконец, согласно Павсанию, Флегий умер бездетным.
Все сохранившиеся античные источники, кроме одного, умалчивают о супруге Флегия. Только Исилл сообщает, что женой Флегия и матерью Корониды была некая Клеофема.

## Жизнь и кара богов
Мифологические версии относительно жизни Флегия не менее разнообразны, чем данные о его семье, и зачастую они противоречат друг другу. В одной из первых литературных обработок мифа у Пиндара Флегий живёт в Лакерее.
По версии, описанной у Павсания, Флегий унаследовал от Этеокла власть над городом Орхомен и областью Андреида в Беотии. По имени нового царя страну стали называть Флегиантидой. Он основал город Флегии, которому дал своё имя, а жители стали называться флегиями (по версии Страбона, флегиями именовали всех жителей подконтрольной Флегию области). Во Флегиях царь собрал наиболее воинственных и дерзких жителей Эллады, которые стали грабить окрестные земли. Они совершили святотатство, выступив в поход на священный город Дельфы, в котором находился храм Аполлона и где, по преданию, жил Аполлон. На защиту города выступил отряд аргивян во главе с Филаммоном. Флегии победили врага. Тогда боги истребили святотатцев, наслав на них сначала землетрясения и молнии, а затем моровую язву.
По другой версии, тоже описанной у Павсания, Флегий отправился на Пелопоннес, чтобы узнать, насколько готов этот регион отражать набеги, и взял с собой дочь Корониду. Та скрыла от отца, что беременна от Аполлона. В Эпидавре она родила бога врачевания Асклепия. По другой, более драматичной, версии Коронида, будучи беременной, изменила богу со смертным. Псевдо-Аполлодор подчёркивает, что Флегий был против этой связи, но дочь ослушалась отца. Тогда боги убили любовников; Аполлон перед тем, как отнести тело своей мёртвой возлюбленной на костёр, вынул из её чрева Асклепия. Флегий в отместку сжёг храм Аполлона, а бог за это застрелил его из лука.
Существует версия мифа, в которой смерть Флегия не была связана с Аполлоном: его убили два брата из беотийского посёлка Эвбея, Никтей и Лик.
В подземном царстве Флегия обрекли на вечные муки. Он должен был находиться под скалой, готовой каждую минуту обрушиться, а рядом с ним стояли всевозможные блюда со столь мерзкой пищей, что он был не в силах её попробовать. Согласно «Энеиде» Вергилия, во время спуска в Аид Эней встретил Флегия. Тот громко кричал: «Не презирайте богов и учитесь блюсти справедливость!».

## В «Божественной комедии» Данте
В «Божественной комедии» Данте Алигьери Флегий описан как злобный страж пятого круга Ада, перевозчик душ через Стигийское болото, где находятся души грешников, осуждённых на вечные муки за свой гнев:
Как малый челн, который, в беге скором,

Стремился к нам, по заводи шурша,

С одним гребцом, кричавшим громогласно:

"Ага, попалась, грешная душа!"

"Нет, Флегий, Флегий, ты кричишь напрасно, —

Сказал мой вождь. — Твои мы лишь на миг,

И в этот челн ступаем безопасно".

Как тот, кто слышит, что его постиг

Большой обман, и злится, распалённый,

Так вспыхнул Флегий, искажая лик.